# コールラウシュブリッジ
コールラウシュブリッジ(Kohlrausch Bridge)は、交流電流を用いて電気抵抗値を求めるために使用されるブリッジ回路である。ホイートストンブリッジを改良したものである。
例えば溶液の電気伝導度を測定する際に、直流電流を用いると電気分解反応が進行するために、溶液の組成が変化してしまい正しい値を計測することができない。そのため、電気分解反応が起こらない高周波の交流電流を用いて測定を行う。このような時に用いるのがコールラウシュブリッジである。
ホイートストンブリッジの検流計では交流電流は検出できないので、代わりに平衡点検出器を用いて交流電流を検出する。